# Dôme de Toci
Toci Tholus
Pour les articles homonymes, voir Toci.

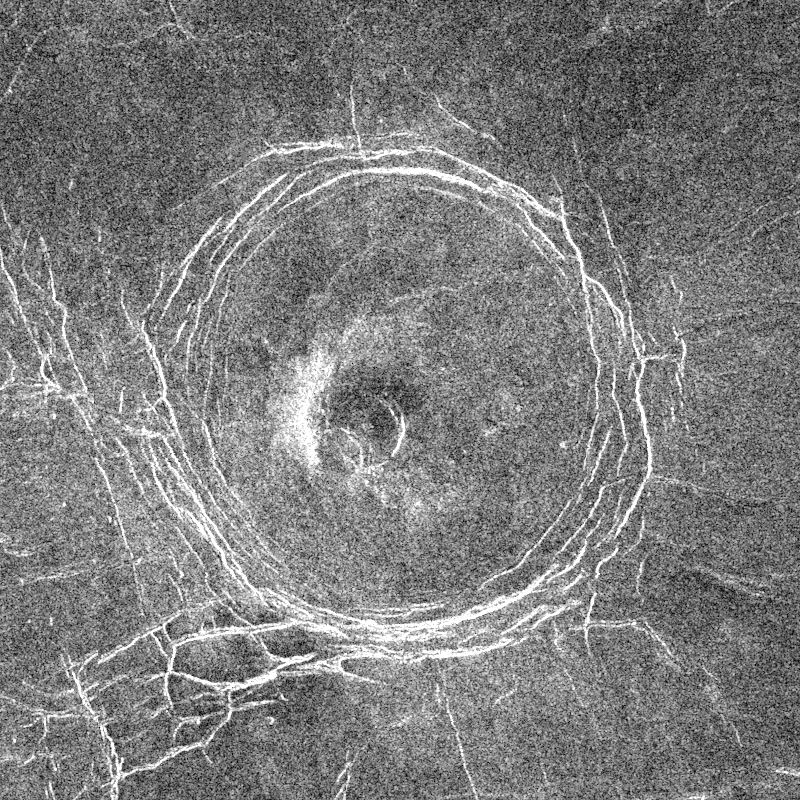
Dôme de Toci

Le dôme de Toci (désignation internationale : Toci Tholus) est un dôme situé sur Vénus dans le quadrangle de Sedna Planitia. Il a été nommé en référence à Toci, déesse aztèque des tremblements de terre.